# 青郷村
青郷村（あおのごうむら）は福井県大飯郡にあった村。大飯郡の西部。現在の高浜町の南西部、小浜線三松駅・青郷駅の周辺にあたる。

## 地理
- 海洋 ： 若狭湾
- 山岳 ： 牧山、青葉山
- 河川 ： 関戸川

## 歴史
- 1889年（明治22年）4月1日 - 町村制の施行により、上津村、六路谷村、蒜畠村、今寺村、高野村、中山村、高屋村、小和田村、関屋村、横津海村、青村、日置村、東三松村及び西三松村の区域をもって、青郷村が発足する。
- 1955年（昭和30年）2月11日 - 高浜町、青郷村、和田村及び内浦村が合併して、改めて高浜町が発足する。

## 村政
村長、助役は以下の通り。

### 歴代村長
- 畠中文記 1889年6月 - 1890年2月[2]
- 池田仁右衛門 1890年2月 - 1894年2月[2]
- 一瀬代蔵 1894年2月 - 1906年2月[2]
- 水谷茂吉 1906年2月 - 1910年2月[2]
- 畠中重次郎 1910年2月 - 1922年2月[2]
- 一瀬銀治 1922年4月 - 1926年4月[2]
- 池田金蔵[2]

### 歴代助役
- 水谷茂吉 1889年6月 - 1890年1月[2]
- 廣瀬治 1890年2月 - 1891年3月[2]
- 一瀬代蔵 1891年5月 - 1894年2月[2]
- 高橋幸吉 1894年4月 - 1896年1月[2]
- 一瀬幸吉 1896年2月 - 1900年2月[2]
- 畠中重次郎 1900年3月 - 1902年2月[2]
- 一瀬銀治 1902年3月 - 1906年2月[2]
- 西ノ上鐘吉 1906年3月 - 1907年4月[2]
- 稲澤竹造 1907年5月 - 1909年12月[2]
- 松宮新太郎 1910年1月 - 1916年5月[2]
- 稲澤竹造 1916年6月 - 1920年7月[2]
- 山本久蔵 1920年7月[2] -

## 経済

### 産業
林業
山地に植林の見るべきものがある。
農業
養蚕が最も盛んであり、米に匹敵する産額がある。『大日本蚕業家名鑑 正』によれば青郷村の養蚕家は藤崎、横田、一瀬、岸本、稲澤、山本、盛次、梅田、竹中、柴田、中谷、宮口、水谷、山田などがいた。
特産物には葡萄がある。『大日本篤農家名鑑』によれば青郷村の篤農家は水谷、畠中、谷口、西本などがいた。

## 交通

### 鉄道路線
- 日本国有鉄道
  - 小浜線
    - 青郷駅（あおのごうえき）

現在は旧村域に三松駅が所在するが、当時は未開業。

### 道路
- 国道27号

現在は旧村域を舞鶴若狭自動車道が通過するが、当時は未開通。

## 出身・ゆかりのある人物
- 森山栄治[5]（高浜町助役、関電プラント顧問、福井県客員人権研究員） - 西三松出身。